# Isabel de Requesens y Enríquez de Velasco
Isabel de Requesens y Enríquez de Velasco (?, 1495/1496 - Nápoles, 5 de marzo de 1532), también conocida como Isabel de Cardona y de Requesens, fue una noble española, condesa de Palamós, de Trivento y Avellino y señora de la Baronía de Calonge, por derecho propio y, por matrimonio, virreina de Nápoles. 

## Biografía
Fue hija del primer conde de Palamós Galcerán de Requesens y Joan de Soler y de la dama castellana Beatriz Enríquez de Velasco, prima del rey Fernando el Católico. Quedó huérfana el año 1506 con una gran fortuna y buena parte de los títulos paternos.
El condado de Palamós lo heredó su tío, Luis de Requesens a la muerte de su padre. Cuando Luis murió, Isabel disputó el condado a su prima Estefanía de Requesens y Roís de Liori. Aunque esta ganó el litigio, le cedió los títulos a Isabel, que fue la tercera condesa de Palamós. Así, en 1509, Isabel heredó los títulos italianos de los condados de Trivento y Avellino, otorgados a su padre por combatir junto al rey, así como el condado de Palamós, la baronía de Calonge, y el señorío de Sant Feliu de Guíxols.
Siguiendo la política de alianzas diseñada por su padre, Isabel se casó con su primo hermano Ramón Folch de Cardona-Anglesola, duque de Soma, conde de Oliveto y barón de Bellpuig. El 11 de mayo de 1506 Fernando el Católico aprobó sus capitulaciones matrimoniales, que habían sido otorgadas en Salamanca el 16 de enero. A finales de ese mismo año, en Nápoles, tuvieron lugar las celebraciones, delante del propio rey.
Algunas fuentes señalan que tuvieron dos hijos (Fernando y Catalina), otras le añaden un tercero, Antonio; finalmente, según Marino Sanuto, tuvieron cuatro hijos, dos chicos y dos chicas:
- Antonio, el primogénito, que era mudo.
- María (n. 1507/1510)
- Beatriz (1511-1535)
- Fernando de Cardona-Anglesola y de Requesens (20 de noviembre de 1521-1571), segundo duque de Soma.

Residió en el palacio de Requesens en Barcelona, lugar que desde el año 1917 es sede de la Real Academia de las Buenas Letras de Barcelona.
El pintor Rafael Sanzio y su discípulo Giulio Romano hicieron un retrato de ella encargado el año 1518 para el cardenal Bibbiena para regalárselo al papa León X en la corte francesa y complacer así al rey Francisco I de Francia, hombre mujeriego y rival del marido de Isabel, Ramón Folch de Cardona-Anglesola.
Al morir su marido en 1522, encargó para su esposo un fastuoso mausoleo en Bellpuig al escultor italiano Giovanni Merliano da Nola. Esta obra renacentista realizada en mármol blanco de Carrara, es una de las más importantes de su género en España. Inicialmente el mausoleo se ubicó en el convento de San Bartolomé de Bellpuig, que ella fundó; en el año 1841-1842, después de la exclaustración, el mausoleo fue trasladado a la iglesia parroquial de San Nicolás.
En vida, tuvo fama por su belleza, haciéndose copias del cuadro que de ella pintó Rafael, y dedicándosele versos. Falleció en Nápoles a los 36 años de edad, el 5 de marzo de 1532 y fue sepultada en una tumba en la iglesia napolitana de Santa Anunziatta, en un sepulcro desaparecido en un incendio en 1757.